# Armée de libération nationale Pa-O

Drapeau militaire de l'Armée de libération nationale Pa-O.

L'Armée de libération nationale Pa-O (Pa'o : ပအိုဝ်ႏစွိုးခွိုꩻလွစ်ထန်ႏရေꩻတပ်မတောႏ ; birman : ပအိုဝ်းအမျိုးသားလွတ်မြောက်ရေးတပ်မတော် ; abrégé en PNLA) est un groupe d'insurgés Pa-O en Birmanie. Il s'agit de la branche armée de l'Organisation de libération nationale Pa-O (en).
Le PNLA signe un "Accord en cinq points au niveau de l'État" et un "Accord en huit points au niveau de l'Union" avec le gouvernement birman le 25 août 2012.

## Histoire
Du 7 au 9 décembre 2009, une conférence nationale Pa-O se tient dans la zone auto-administrée Pa-O (en) (Pa-O SAZ), et l'Organisation de libération du peuple Pa-O (PPLO), dirigée par le colonel Khun Okkar, et l'Organisation de libération du peuple des nationalités de l'État shan, dirigée par le général de brigade Khun Ti Soung, fusionnent et créent l'Armée de libération nationale Pa-O (PNLA) et son aile politique, l'Organisation de libération nationale Pa-O (PNLO). Les dirigeants du groupe rédigent ensuite la constitution de la PNLO, qui devient la constitution de facto de la Pa-O SAZ. Parmi les participants à la conférence figurent des membres de l'Organisation de la jeunesse Pa-O, du Syndicat du travail Pa-O et des personnes telles que U Khun Myint Tun (député de Thaton aux élections générales de 1990) et Khun Tin Swe (membre du Conseil national de l'Union de Birmanie). Khun Okker est élu président et Khun Ti Soung vice-président. Les membres fondateurs choisissent le nom d'Armée de libération nationale Pa-O (PNLO) pour honorer le début et l'engagement de l'ancienne PNLO dans la "troisième révolution".
Le premier congrès du PNLO/A se tient au camp militaire de Laybwer le 16 mai 2013 et se termine le 20 mai 2013. De nouveaux membres du comité central sont élus et Khun Myint Tun est nommé président. Les anciens présidents Khun Okker et Khun Ti Soung deviennent depuis leurs parrains.
Le 22 janvier 2024, des affrontements entre le régime militaire de la Birmanie et le PNLO/A éclatent dans le village de Sam Hpu, dans le canton de Hopong (en).
Le 24 janvier 2024, le PNLA, les forces locales des PDF et les KNDF attaquent la ville de Hsi Hseng (en), contrôlée par l'ONP/junte. La Tatmadaw riposte par des frappes aériennes et des bombardements.
Le 26 janvier 2024, le PNLO révoque officiellement sa participation à l'accord national de cessez-le-feu et s'engage à aider le NUG à remplacer la junte par un système fédéral. Le PNLO implore l'Organisation nationale Pa-O (en) de changer de camp, sous réserve de ne pas être attaqué.
Le 10 septembre, Khun Okka se sépare du PNLO pour continuer à négocier avec le SAC dans le cadre de l'accord national de cessez-le-feu.

## Zones opérationnelles
Le PNLA opère principalement dans la zone auto-administrée Pa-O (Pa-O SAZ) de l'État shan, composée des cantons de Hopong, Hsi Hseng (en) et Pinlaung (en). Jusqu'en 2024, date de la déclaration de guerre du PNLA contre la junte au pouvoir en Birmanie, le PNLA administre de jure ces cantons aux côtés de l'Armée nationale Pa-O et de groupes Pa-O plus petits. Après la révocation de l'accord national de cessez-le-feu le 26 janvier, le PNLA dispose actuellement d'une présence militaire à Hsi Hseng, autour de Hopong (en), et d'une présence plus restreinte dans la majeure partie de la Pa-O SAZ,,. Le PNLA est également présent dans les cantons de Mawkmai (en) et de Kyethi (en).

## Accords de cessez-le-feu
Le 25 août 2012, le gouvernement et le PNLA conviennent d'un "Accord en cinq points au niveau de l'État" et d'un "Accord en huit points au niveau de l'Union".
Les groupes de paix au niveau de l'État et le PNLA conviennent des cinq points suivants :
1. Les deux parties doivent cesser leurs attaques à partir du 25 août 2012.
2. Les deux parties doivent rester dans leurs zones respectives désignées, qui constituent le territoire qu'elles occupent actuellement.
3. Les deux parties ne doivent pas distribuer d'armes ou de matériel à des groupes situés en dehors de leurs zones désignées.
4. Des bureaux de liaison non armés doivent être établis pour les deux parties à Taunggyi, Hsihseng et Maukmai (d'un commun accord entre les deux parties).
5. Des groupes officiels représentatifs Pa-O doivent être créés pour tenir des pourparlers avec les groupes de paix au niveau de l'État et pour entamer de nouveaux pourparlers de paix au niveau syndical pendant une période de trois mois à compter du 25 août 2012.

Le Comité de travail de l'Union pour la paix et le PNLA conviennent des huit points suivants :
1. Poursuivre les discussions sur les cessez-le-feu et sur la manière de les renforcer et de les développer davantage.
2. Coordonner les questions liées au code de conduite et à la discipline parmi les fonctionnaires.
3. Fournir une assistance par le biais du Comité de travail de l'Union pour le maintien de la paix dans la gestion des bureaux de liaison.
4. Continuer à fournir au gouvernement les emplacements des troupes du PNLO/PNLA.
5. Coopérer dans la lutte contre les stupéfiants (drogues illicites).
6. Coordonner les questions liées aux médias.
7. Coordonner les questions liées à l'alimentation, à l'habillement et au logement des soldats.
8. Coordonner les questions liées à la sécurité publique et à l'agriculture de base.